# Amorphophallus elatus
Amorphophallus elatus är en kallaväxtart som beskrevs av Joseph Dalton Hooker. Amorphophallus elatus ingår i släktet Amorphophallus och familjen kallaväxter. Inga underarter finns listade.